# Friesea claviseta
Friesea claviseta is een springstaartensoort uit de familie van de Neanuridae. De wetenschappelijke naam van de soort is voor het eerst geldig gepubliceerd in 1900 door Axelson.